# Agnieszka Nagay
Agnieszka Nagay, née le 20 février 1981 à Łódź, est une tireuse polonaise à la carabine 10 m et 50 m 3 positions.

## Palmarès

### Jeux olympiques d'été
- Jeux olympiques de 2016 à Rio de Janeiro (Brésil) :
  - 29e place à la carabine à 10 m.
- Jeux olympiques de 2012 à Londres (Royaume-Uni) :
  - 8e place à la carabine à 50 m 3 positions.
- Jeux olympiques de 2008 à Pékin (Chine) :
  - 11e place à la carabine à 50 m 3 positions.
  - 25e place à la carabine à 10 m
- Jeux olympiques de 2004 à Athènes (Grèce) :
  - 14e place à la carabine à 10 m

### Championnats d'Europe de tir
- Médaille d'argent par équipes en 2005
- Médaille d'argent par équipes en 2008
- Médaille de bronze en 2005
- Médaille de bronze par équipes en 2013